# Escándalo de Notre Dame
El escándalo de Notre-Dame es el nombre con el que se conoce al acto de agitación anticlerical que fue llevado por algunos miembros de un movimiento literario de vanguardia conocido como «Letrista» (Michel Mourre, Serge Berna, Ghislain Desnoyers de Marbaix y Jean Rullier) el 9 de abril de 1950 (día de Pascua) durante una misa en la catedral de Notre Dame de París. 

## Descripción
Michel Mourre, vestido como un fraile dominico y acompañado por sus compañeros, aprovechó un intervalo para subir al púlpito de la iglesia y proclamar delante de toda la congregación un antisermón blasfematorio sobre la muerte de Dios, escrito por Serge Berna.
Esta acción causó gran escándalo, ya fue visto en directo por cerca de los mil fieles presentes en la iglesia en esos momentos y también fue televisado. Al día siguiente la noticia apareció en los principales periódicos del mundo, y en París ocasionó un intenso debate tanto en la prensa como en los cafés.
Los autores de la acción, unos jóvenes estudiantes relacionados con el letrismo, un movimiento de vanguardia formado por Isidore Isou, fueron todos arrestados por la policía. El único que fue detenido hasta tiempo después fue Michel Mourre, que llevaba un año con los dominicos y había sido uno de los instigadores de todo lo ocurrido.
Pendientes de que se decidiera su situación, las principales voces de la cultura, de la Iglesia y del Estado debatían en los periódicos sobre qué méritos o su falta había en esta provocación. En particular, el periódico Combat, importante órgano de resistencia, que comenzó condenando lo sucedido, dirigió ocho días a reportar con una veintena de artículos, redactados por, entre otros Jean Paulhan, Louis Pauwels, André Breton, Pierre Emmanuel, Maurice Nadeau, el comisario de policía, el cura de Saint-Pierre de Chaillot, Gabriel Marcel, Benjamin Peret y René Char. La policía y la Iglesia, por su parte, no pudieron dejar este evento sin respuesta, y buscaron evitar prolongar todo por medio de un proceso público. Después de unos días, hicieron venir a un psiquiatra de dudosa integridad, que buscaba internar a Mourre en un hospital psiquiátrico. Los participantes del debate que corría en Combat protestaron, y después de la intervención de un segundo psiquiatra Mourre fue liberado el 21 de abril.
Todo resultó al final ser una provocación mucho más eficaz a lo que Mourre tenía previsto, el escándalo pasó a formar el corazón mismo del movimiento letrista. Coherente con el propósito de agitación social, Isou había fundado su movimiento en 1945, lo sucedido en Notre-Dame pasó a ser siempre un referente de la radicalidad de Isou y sus compañeros. La acción acentuó en el movimiento una ruptura entre dos bloques que podrían ser divididos respectivamente en «artístico» y «accionista», ruptura que dos años más tarde conduciría a una división explícita y la formación de la Internacional letrista. Fue después de 1950 que los principales impulsores de esta división (Gil J. Wolman, Jean-Louis Brau y Guy Debord) se asociaron al grupo ultra-letrista accionista, y que con Ivan Chtcheglov y Serge Berna rechazarían a Isou como dirigente de la Internacional Letrista  (IL). Es a partir de 1952 cuando surge la IL (a partir de otra intervención escandalosa dirigida contra Charles Chaplin), y que rápidamente trajo como consecuencias la experimentación de nuevas formas de arte y de acciones políticas entre 1952 y 1957, hasta que finalmente dieron como resultado la fundación de la Internacional Situacionista.
El escándalo de Notre-Dame, como actualización de la herencia revolucionaria dadaísta, aseguró una fiel continuidad a la tradición vanguardista, que no quedará únicamente dentro de la producción artística, sino también dentro de un nuevo camino de agitación. Si bien su autor abandonó toda actitud revolucionaria para convertirse en un buen enciclopedista de la historia eclesiástica, la acción sigue siendo ejemplar para la aventura situacionista que viene.

## Declaración leída por Michel Mourre (escrita por Serge Berna)
Hoy, Domingo de Pascua en el Año Santo,

aquí, en la insigne basílica de Notre-Dame de París,

yo acuso a la Iglesia Católica Universal del mortal desvío de nuestra fuerza viviente en favor de un cielo vacío;

yo acuso a la Iglesia Católica de estafadora;

yo acuso a la Iglesia Católica de infectar el mundo con su moral de muerte;

de ser el chancro del Occidente putrefacto.

Y en verdad os digo: Dios ha muerto.

Vomitamos el hedor agonizante de sus oraciones,

porque vuestras oraciones han sido el humo grasiento sobre los campos de batalla de nuestra Europa.

Crucemos este desierto trágico y pregonemos esta tierra donde Dios ha muerto,

y labrad de nuevo la tierra con vuestras manos desnudas,

vuestras manos orgullosas,

vuestras manos impías.

Hoy, Domingo de Pascua en el Año Santo,

aquí, en la insigne basílica de Notre-Dame de París,

proclamamos la muerte de Cristo-Dios, para que al fin el Hombre pueda vivir.
Aujourd’hui, jour de Pâques en l’Année sainte,

Ici, dans l’insigne Basilique de Notre-Dame de Paris,

J’accuse l’Église Catholique Universelle du détournement mortel de nos forces vives en faveur d’un ciel vide ;

J’accuse l’Église Catholique d’escroquerie ;

J’accuse l’Église Catholique d’infecter le monde de sa morale mortuaire,

d’être le chancre de l’Occident décomposé.

En vérité je vous le dis : Dieu est mort.

Nous vomissons la fadeur agonisante de vos prières,

car vos prières ont grassement fumé les champs de bataille de notre Europe.

Allez dans le désert tragique et exaltant d’une terre où Dieu est mort

et brassez à nouveau cette terre de vos mains nues,

de vos mains d’orgueil,

de vos mains sans prière.

Aujourd’hui, jour de Pâques en l’Année sainte,

Ici, dans l’insigne Basilique de Notre-Dame de France,

nous clamons la mort du Christ-Dieu pour qu’enfin vive l’Homme.